# Adelaide Amurane
Adelaide Anchia Amurane (* 25. Dezember 1960 in Itoculo, Distrikt Monapo, Provinz Nampula, Portugiesisch-Ostafrika) ist eine mosambikanische Wirtschaftswissenschaftlerin und Politikerin (FRELIMO). Seit 19. Januar 2015 ist sie Präsidialamtsministerin (Ministra na Presidência para os Assuntos da Casa Civil) im Kabinett Nyusi I. Zuvor übte sie bereits verschiedene Aufgaben unter den Präsidenten Chissano und Guebuza aus.

## Leben

### Ausbildung
Adelaide Anchia Amurane wurde am 25. Dezember 1960 im Dorf Itoculo im Distrikt Monapo der Provinz Nampula als jüngstes von sechs Kindern geboren. Sie besuchte die Grundschule von Rio Manapo bis zum Abschluss dieser im Jahre 1971. Daraufhin lernte sie an der Handelsschule in der Provinzhauptstadt Nampula (Escola Comercial e Industrial de Nampula) bis 1977. 1978 zog Amurane nach Maputo, wo sie zunächst ein humanistisches Propädeutikum an der Universidade Eduardo Mondlane besuchte, bis sie dort von 1980 bis 1983 Wirtschaftswissenschaften studieren konnte.

### Großprojekt „120 mil hectares“
1983 nahm sie eine Tätigkeit im Landwirtschaftsministerium auf, wo sie das Großprojekt „120 mil hectares“ (120.000 Hektar) leitete. Das Projektziel bestand darin, Großfarmen bis zu 120.000 Hektar Anbaufläche im Rahmen eines Abkommens zwischen der Volksrepublik Mosambik und DDR zu errichten. Nach dem Anschlag von Unango, bei dem sieben DDR-Bürger umkamen, übernahm das mosambikanische Landwirtschaftsministerium allein die Fortführung des Projekts.
1987 wechselte Amurane ins Informationsministerium, dort leitete sie bis 1990 die Abteilung für die Verteilungen von Filmen des Nationalen Kino-Instituts (Instituto Nacional de Cinema). 1991 wechselte sie wiederum ins Arbeitsministerium, um dort im Gabinete de Promoção de Emprego (deutsch etwa: „Abteilung für Arbeitsförderungspolitik“) zu arbeiten.

### Ruf ins Kabinett
1994 berief Präsident Joaquim Chissano Amurane zur stellvertretenden Ministerin für Arbeit. Diese Funktion hatte sie bis 2005 inne. 2010 setzte Präsident Armando Guebuza sie als Ministerin für parlamentarische, lokalpolitische und provinzpolitische Angelegenheiten (Ministra na Presidência para Assuntos Parlamentares, Autárquicos e das Assembleias Provinciais) ein. 2015, nach der Wahl Filipe Nyusis zum Staatspräsidenten, berief dieser sie zur Präsidialamtsministerin (Ministra na Presidência para os Assuntos da Casa Civil) im Kabinett Nyusi I.

### Privat
Amurane gehört dem Volk der Makua an und ist Anhängerin des muslimischen Glaubens. Des Weiteren ist Amurane geschieden und hat drei Kinder. Ihr Bruder, Mahamudo Amurane, ist Mitglied des oppositionellen MDM und Bürgermeister der Stadt Nampula.